# Scharfer Woll-Milchling
Der Scharfe Woll-Milchling oder Scharfmilchende Wollschwamm (Lactifluus bertillonii, Syn.: Lactarius bertillonii) ist eine Pilzart aus der Familie der Täublingsverwandten (Russulaceae). Es ist ein großer, weißer Milchling mit einem samtig behaartem Hut und einer brennend scharfen Milch. Der ungenießbare Milchling ähnelt dem Wolligen Milchling, hat aber eine brennend scharfe, sich mit KOH gelb verfärbende Milch. Die Fruchtkörper erscheinen zwischen Juli und Oktober in Laubwäldern.

## Merkmale

### Makroskopische Merkmale

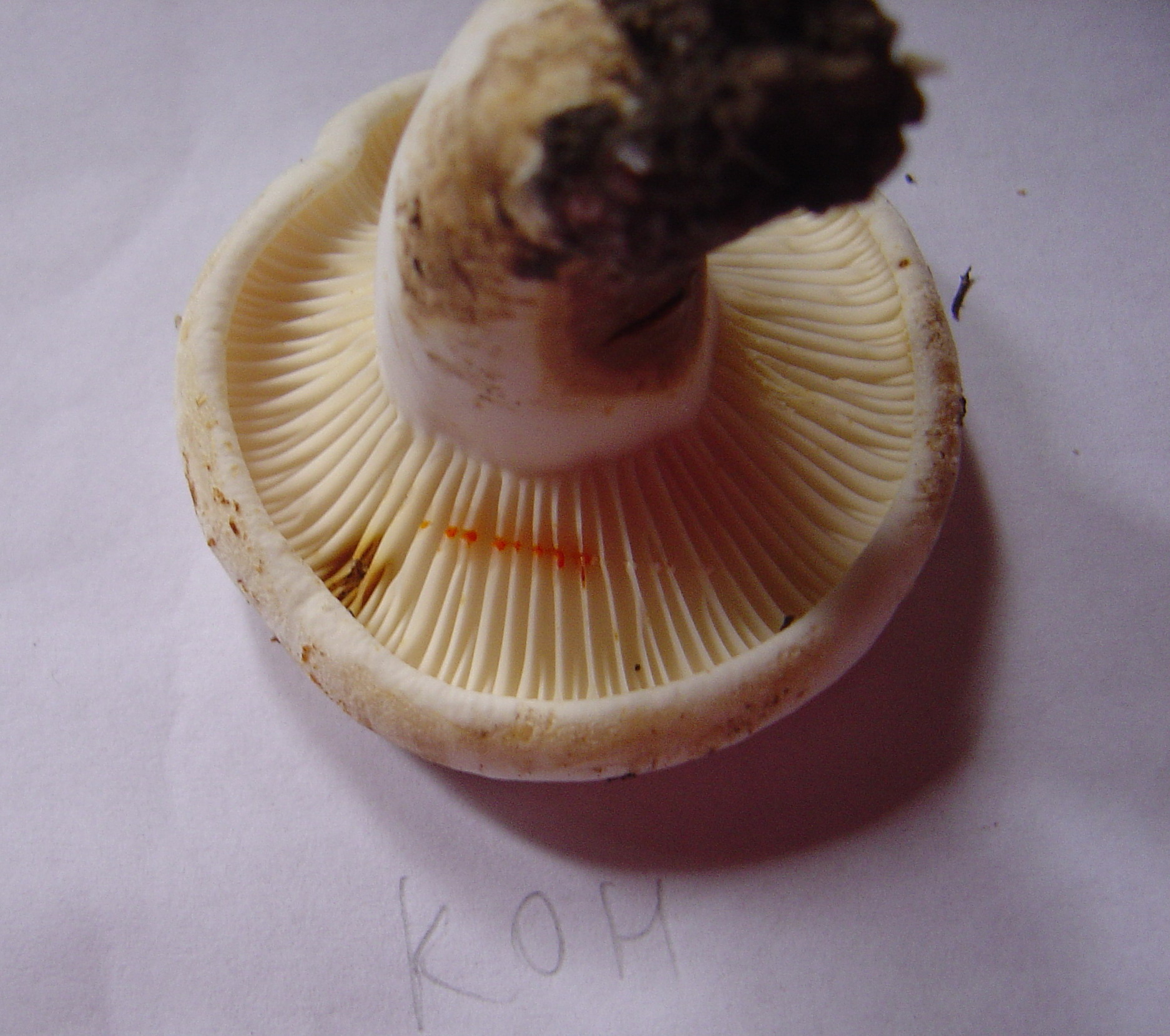
Die Milch des Scharfen Woll-Milchling verfärbt sich mit 10%iger Natron- oder Kalilauge gelborange.

Der Hut ist 10–20 cm breit, jung flach gewölbt, bald flach ausgebreitet und in der Mitte niedergedrückt und im Alter trichterförmig vertieft. Der Rand ist oft wellig verbogen und lange eingebogen. Die glatte, trockene Huthaut ist jung feinfilzig und später samtig. Stellenweise zeigt sie ein feines netzartiges Muster. Der Hut ist weiß bis hell cremefarben oder weißlich-gelb und wird im Laufe der Entwicklung hell bräunlich fleckig.
Die jung weißlichen, später cremefarbenen Lamellen sind breit am Stiel angewachsen oder laufen etwas daran herab. Sie sind dick, häufig gegabelt, schmal bis mittelbreit und stehen ziemlich gedrängt. Die Lamellenschneiden sind glatt und das Sporenpulver weiß.
Der mehr oder weniger zylindrische Stiel ist 3–8 cm lang und 2–3 cm breit und zur Basis hin schwach verjüngt. Unterhalb der Lamellen ist er gefurcht. Die glatte Oberfläche ist wie der Hut fein samtig und trocken und ebenso weiß bis blass cremefarben.
Das weiße Fleisch ist sehr fest und an der Stielbasis oft gelbbraun bis ocker-lehmfarben. Es schmeckt nach einer Weile sehr scharf und riecht unangenehm sauer. Die weiße Milch ändert ihre Farbe auch beim Eintrocknen nicht, aber mit KOH verfärbt sie sich orangegelb. Die Milch schmeckt fast sofort sehr scharf.

### Mikroskopische Merkmale
Die fast runden bis elliptischen Sporen sind durchschnittlich 8,2–9,0 µm lang und 6,0–6,9 µm breit. Der Q-Wert (Quotient aus Sporenlänge und -breite) ist 1,1–1,6. Das Sporenornament wird nur bis zu 0,2 µm hoch und besteht aus unregelmäßigen, linearen Warzen, die häufig aufgereiht oder durch niedrige Linien oder Grate verbunden sind. Sie sind aber niemals zu einem Netz verbunden. Der Hilarfleck zeigt in der Mitte oft einen amyloiden Fleck.
Die selten zwei-, meist aber viersporigen, zylindrischen bis leicht keuligen Basidien sind 50–70 (80) µm lang und 9–11 µm breit. Pleuromakrozystiden kommen häufig vor. Sie sind 50–75 µm lang und 6–12 µm breit, schmal keulig bis flaschenförmig und zur stumpfen Spitze hin verschmälert. Häufig sind sie perlkettenartig eingeschnürt (moniliform) oder tragen ein kleines aufgesetztes Spitzchen (mukronat). Auf den sterilen Lamellenschneiden findet man 15–50 µm lange und 3–8 µm breite Cheilomakrozystiden. Diese sind unregelmäßig zylindrisch bis gewunden und unregelmäßig ausgebuchtet.
Die Huthaut (Pileipellis) ist ein 200–300 µm breites Lamprotrichoderm. Die 60–250 µm langen und 3–6 µm breiten Hyphenenden sind mehr oder weniger zylindrisch und dickwandig, an der Spitze jedoch dünnwandig, im Unterschied zum Wollmilchling, bei dem die Hyphen über die ganze Länge dickwandig sind.

## Artabgrenzung
Der Scharfe Woll-Milchling wird häufig mit dem Wolligen Milchling verwechselt, da die beiden Arten auf den ersten Blick kaum auseinanderzuhalten sind. Dennoch ist der Wollige Milchling leicht zu unterscheiden, wenn man auf die typischerweise fast runden Sporen mit dem netzigen Ornament achtet. Auch sind die Hyphenenden in der Huthaut völlig dickwandig, während sie beim Scharfen Woll-Milchling an der Spitze dünnwandig sind. Im Feld ist die brennend scharfe Milch des Scharfen Woll-Milchlings ein gutes Merkmal. Die Milch des Wolligen Milchlings ist unabhängig vom Fleisch mild bis leicht scharf und verfärbt sich mit KOH nicht orangegelb. Ebenfalls ähnlich sind die anderen großen, weißhütigen Milchlinge wie der Rosascheckige Milchling (Lactarius controversus), der einen mehr oder weniger schmierigen bis schleimigen Hut und deutlich rosa getönte Lamellen hat und die beiden Pfeffermilchlinge (Lactarius piperatus) und (Lactarius glaucescens), die beide deutlich dichter stehende Lamellen, kleinere Sporen und eine anders aufgebaute Hutdeckschicht haben.

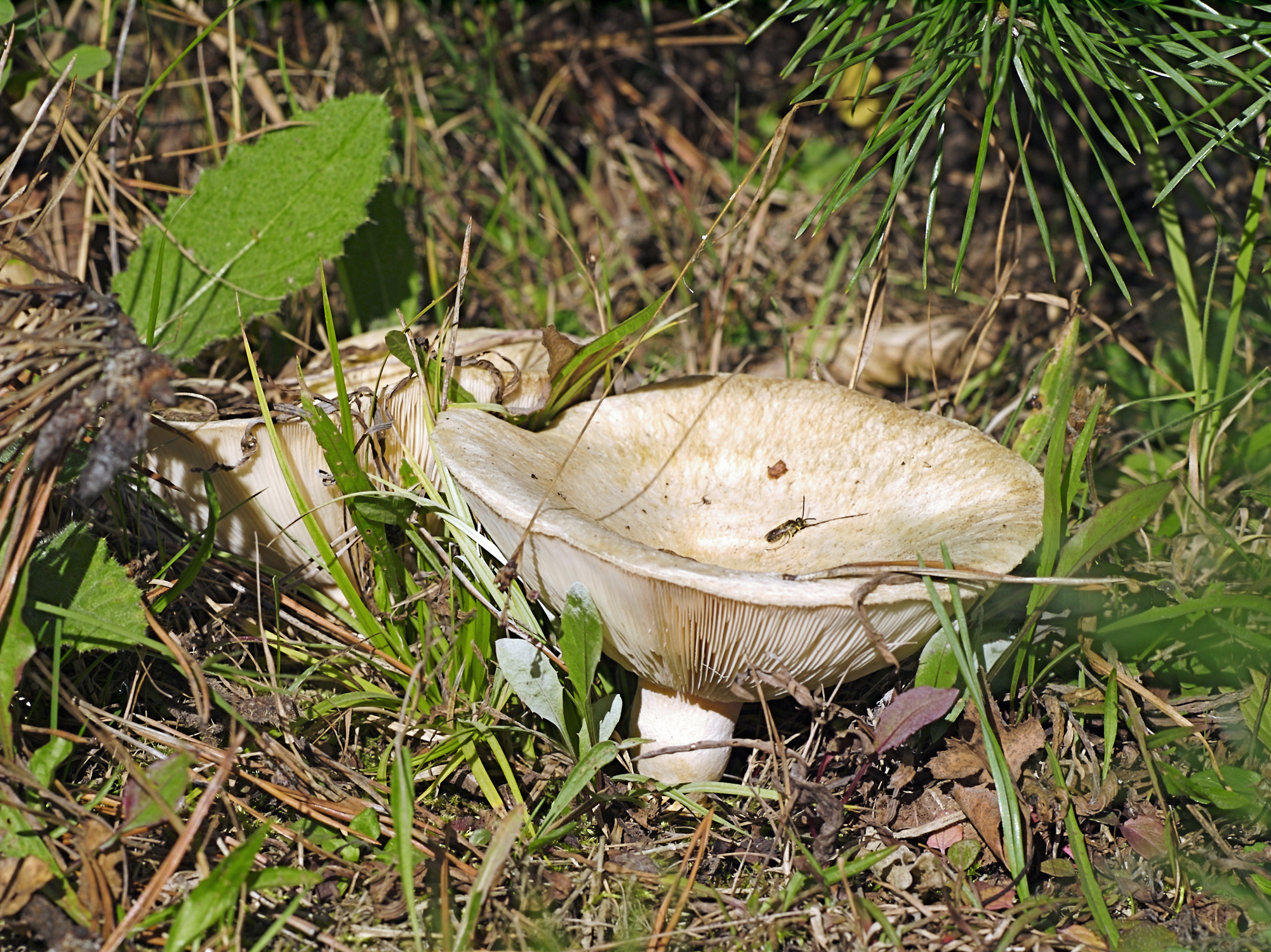
Der Wollige Milchling lässt sich von seinem Erscheinungsbild her kaum unterscheiden.
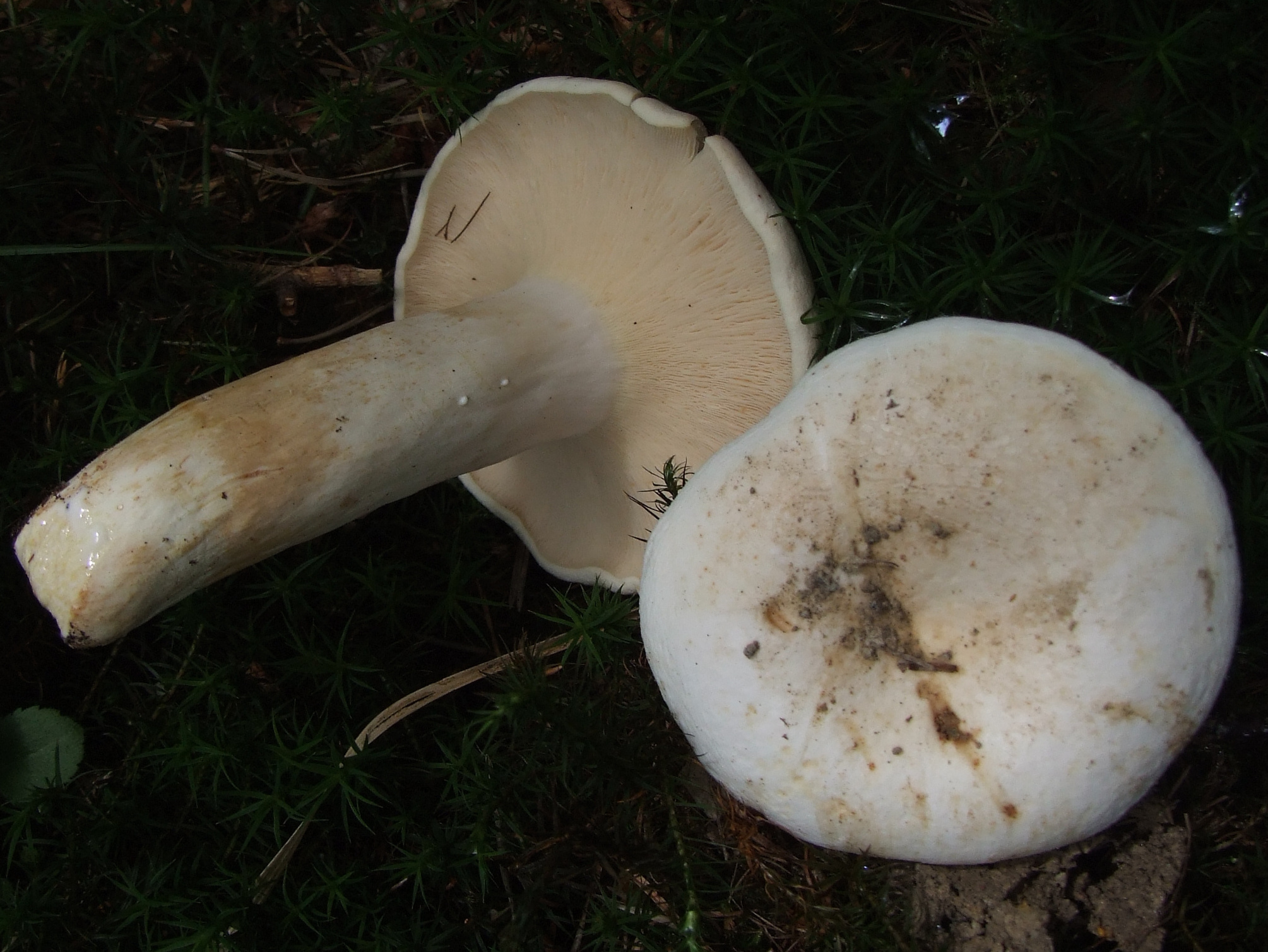
Der Langstielige Pfeffer-Milchling ist meist kleiner und hat dichter stehende Lamellen.
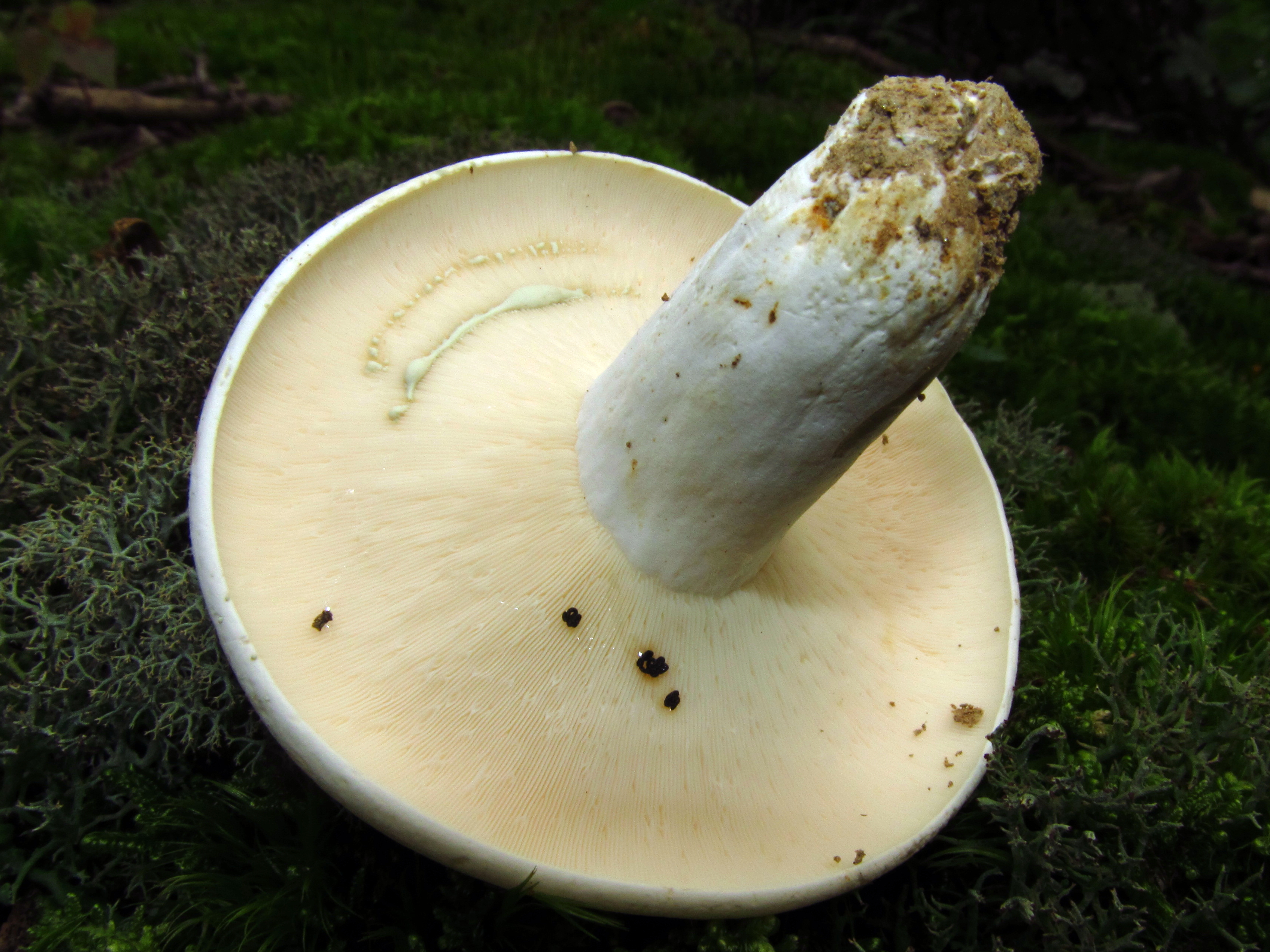
Der Grünende Pfeffer-Milchling ähnelt dem Langstieligen Pfeffer-Milchling und hat zusätzlich meist eine langsam graugrün eintrocknende Milch.
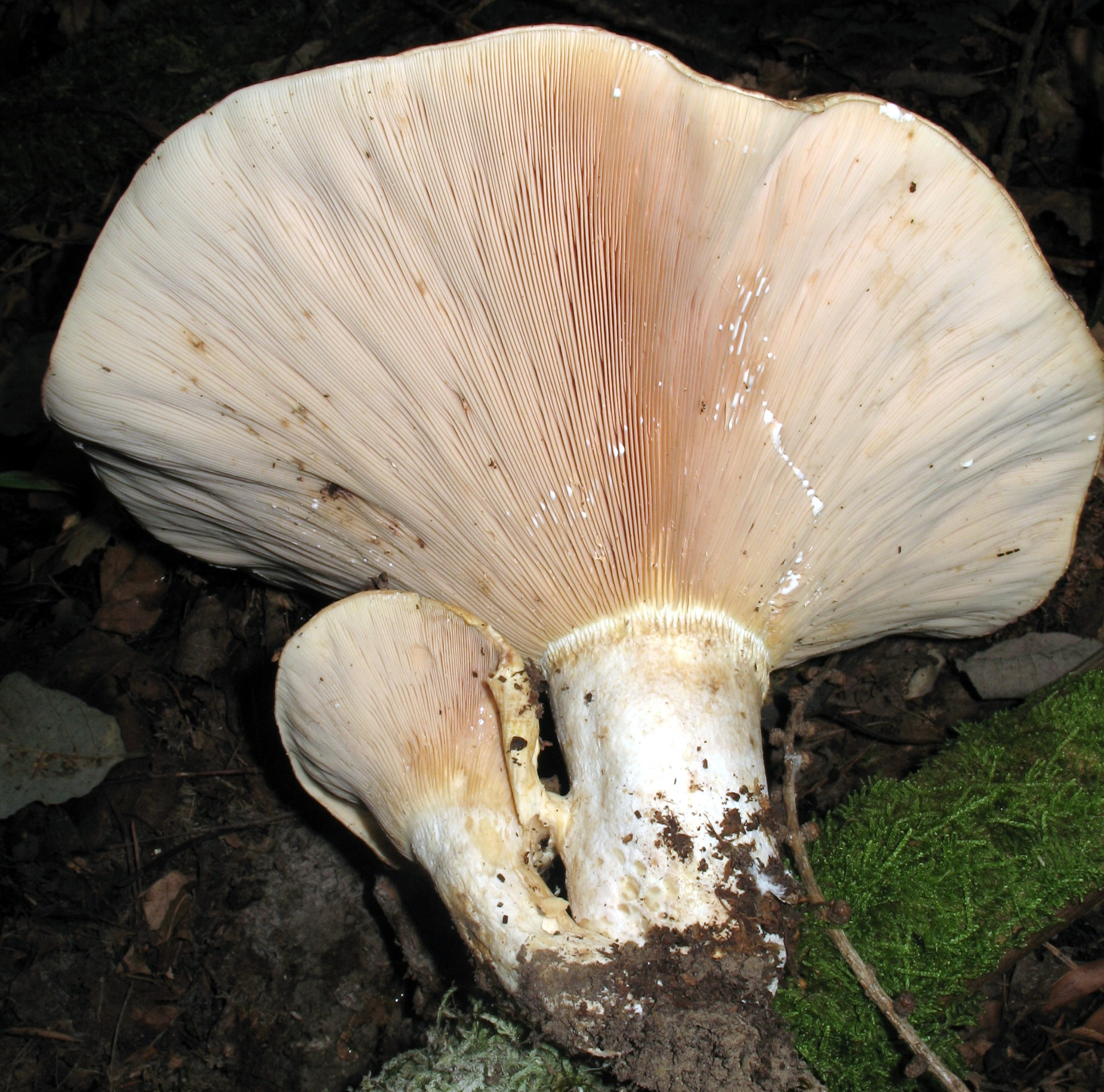
Der Rosascheckige Milchling hat rosa getönte Lamellen
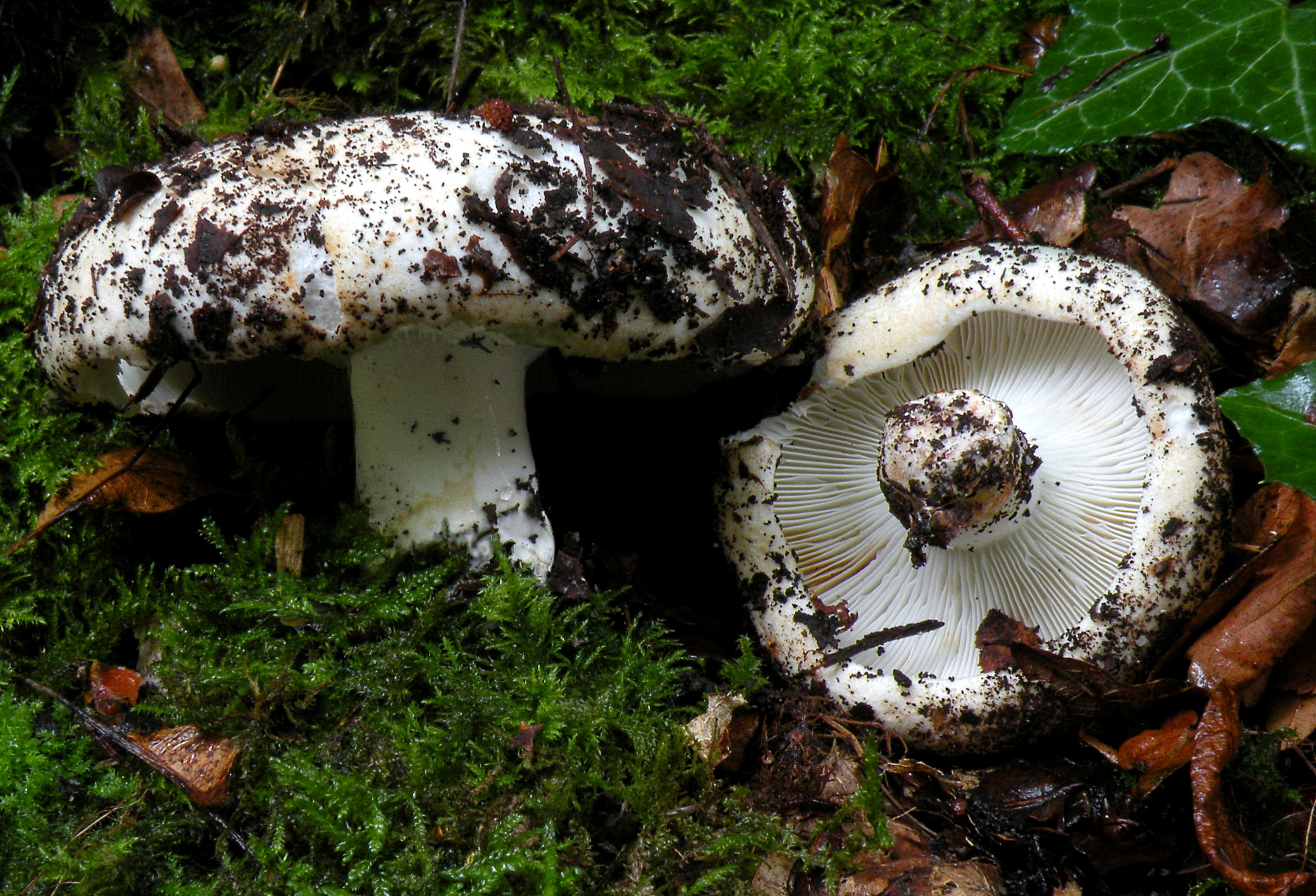
Der Gemeine Weiß-Täubling sieht oft ähnlich aus, hat aber keinen Milchsaft.

## Ökologie
Der Scharfe Wollmilchling ist ein Mykorrhizapilz, der vorwiegend mit Rotbuchen eine Partnerschaft eingeht. Er kann aber auch mit Eichen oder Birken vergesellschaftet sein. Man findet den Pilz in Waldmeister- oder Kalkbuchenwäldern, Eichen-Hainbuchenwälder oder in Ahorn- oder Eschenreiche Mischwäldern. Der Milchling mag frische mehr oder weniger basenreiche Böden. Die Fruchtkörper erscheinen einzeln oder gesellig von Juli bis Oktober.

## Verbreitung

Verbreitung des Scharfen Woll-Milchlings in Europa. Grün eingefärbt sind Länder, in denen der Milchling nachgewiesen wurde. Grau dargestellt sind Länder ohne Quellen oder Länder außerhalb Europas.

Weit verbreitet in Europa aber ziemlich selten, kann aber lokal häufig auftreten. Zum Beispiel in Südfinnland und Zentralschweden. In Deutschland und der Schweiz ist der Milchling selten.

## Systematik

### Taxonomie
Der Scharfe Woll-Milchling wurde erstmals 1956 von Walther Neuhoff in seiner Milchlings-Monographie „Die Milchlinge (Lactarii). - Die Pilze Mitteleuropas“ als Lactarius vellereus var. bertillonii beschrieben. Allerdings vergaß Neuhoff eine lateinische Artdiagnose der Beschreibung beizufügen, sodass die Art nach den Regeln der „Internationaler Code der Nomenklatur der botanischen Nomenklatur“ nicht gültig beschrieben war. Dies wurde 1979 durch Z.Schaefer nachgeholt, sodass das Taxon als Varietät des Woll-Milchlings (Lactarius vellereus) erstmals gültig beschrieben war.

1980 erhob Bon die Varietät als Lactarius bertillonii schließlich zur eigenständigen Art. Die 1966 von J. Blum beschriebene Varietät Lactarius vellereus var. queletii gilt als ein weiteres Synonym. Auch Blums Varietät ist ungültig beschrieben, da er bei seiner Beschreibung keinen Typus angegeben hat.
2011 stellte A. Verbeken den Milchling in die zuvor von Bart Buyck vorgeschlagene Gattung Lactifluus, die eine Abstammungslinie der Milchlinge mit überwiegend tropischen Arten beherbergt. Falls sich Buycks gut begründeter Vorschlag, die Gattung Lactarius in zwei Gattungen aufzutrennen, durchsetzt, wird Lactifluus bertillonii (Neuhoff ex Z. Schaef.) Verbeken  zum neuen Artnamen werden. Vorerst ist dieser Schritt in den wichtigsten Taxonomie-Datenbanken inzwischen vollzogen worden.
Sein Artattribut „bertillonii“ trägt der Milchling zu Ehren des französischen Arztes, Statistikers, Anthropologen und Mykologens Louis-Adolphe Bertillon (1821–1883).

### Infragenetische Systematik
Der Scharfe Wollmilchling wird von Bon, Heilmann-Clausen und Basso in die Sektion Albati (Bat.) Singer, gestellt, die bei Bon und Basso innerhalb der Untergattung Lactifluus steht und bei Heilmann-Clausen in der Untergattung Lactariopsis. Es sind große, weißhütige Milchlinge mit einer weißen, weitgehend unveränderlichen Milch. Die dicken Lamellen stehen ziemlich entfernt. Das Sporenornament ist unauffällig und besteht aus niedrigen, dünnen Graten. Die Huthaut ist ein Lamprotrichoderm.
Da molekularbiologische Untersuchungen gezeigt haben, dass die Gattung Lactarius nicht monophyletisch ist, wurde die Sektion durch A. Verbeken in die zuvor von Buyck et al. 2010 vorgeschlagene Gattung Lactifluus gestellt.

## Bedeutung
Der Milchling gilt zumindest in Mitteleuropa wegen seines scharfen Geschmacks als ungenießbar.